# Richarius von Centula

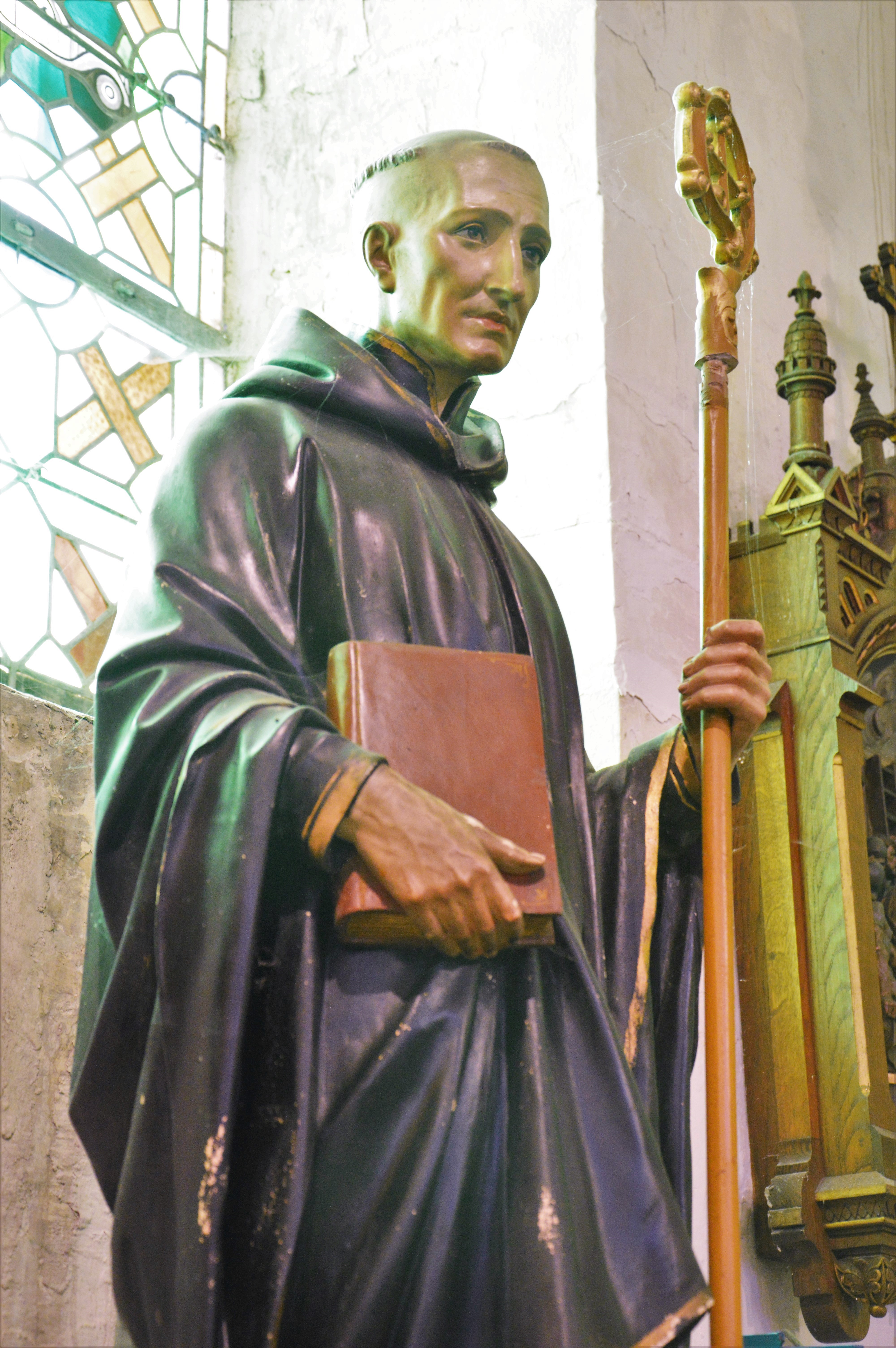
Richarius-Statue (19. Jh.)

Richarius von Centula (französisch Saint-Riquier, * um 570 in Centula; † 26. April 645 bei Crézy, heute Forest-Montiers) war ein frühmittelalterlicher fränkischer Einsiedler, Abt und Klostergründer; sein Gedenktag ist der 26. April.

## Leben
Richarius wurde in der Ortschaft Centula (heute Saint-Riquier) bei Abbeville in der Region Picardie geboren. Als Jugendlicher hörte Richarius die Predigten zweier iroschottischer Wandermönche, Chaydoc und Frichor; er ließ sich taufen und im Glauben unterweisen. Er lernte schnell nach dem Beispiel der Mönche ein streng asketisches Leben zu führen. Der Überlieferung zufolge erhielt er die Priesterweihe und baute eine kleine Kapelle, zu der sich Menschen mit verschiedenen Anliegen aufmachten. Die eingehenden Spenden verteilte er größtenteils an die Armen. Aus den einfachen Anfängen entwickelte sich nach und nach mit Hilfe von Gleichgesinnten ein Kloster. Mindestens einmal reiste er auf die Britischen Inseln, um dort Gefangene freizukaufen. Um das Jahr 625 gründete er das Kloster Centula, aus dem später die Abtei Saint-Riquier hervorging. Zu einem unbekannten Zeitpunkt übergab er die Leitung des Klosters an den Mönch Ociold und zog sich in Begleitung von Sygobardus, seinem ersten Biografen, in die etwa 20 km entfernte Waldeinsamkeit bei Forest-Montiers zurück, wo er nach einiger Zeit – vom Volk als Heiliger verehrt – verstarb.

## Verehrung
In Centula und Forest-Moutiers führten seine Anhänger zwei klösterliche Gemeinschaften fort. Um das Jahr 690 schenkte Karl der Große beide Orte seinem Jugendfreund und Vertrauten Angilbert, der daraus in der Folgezeit in Saint-Riquier eine Abtei machte, die sich in den folgenden Jahrhunderten prächtig entwickelte. Richarius’ Gebeine wurden später erhoben, mehrfach an einen anderen Ort verbracht (Reliquientranslation) und fanden schließlich um das Jahr 980 in Saint-Riquier ihre letzte Ruhestätte.
Mehrere Orte im Norden Frankreichs tragen seinen Namen, darunter Saint-Riquier-en-Rivière oder Saint-Riquier-ès-Plains; darüber hinaus tragen mehrere Kirchen sein Patrozinium.

## Darstellung
Mittelalterliche oder frühneuzeitliche Bildnisse des Heiligen sind unbekannt; auch spätere Darstellungen sind ausgesprochen selten.